# Liste des maires de Genillé

## Liste des maires
| Période         | Période                     | Identité                                        | Étiquette | Qualité      |
| --------------- | --------------------------- | ----------------------------------------------- | --------- | ------------ |
| 1790            | 1791                        | Pierre Chardon                                  |           | Cordonnier   |
| 1791            | 1792                        | Mathurin-Louis Jousselin                        |           |              |
| 1792            | 1795                        | René Cathelin                                   |           |              |
| 1795            | 1797                        | Hercule Jousselin                               |           |              |
| 1795            | 1799                        | Louis Roy                                       |           |              |
| 1799            | 1800                        | Jean Sabard                                     |           |              |
| 1800            | 1804                        | Jacques-François de Jussy                       |           |              |
| 1804            | 1815                        | Hercule Jousselin                               |           |              |
| 1815            | 1815                        | Louis Vénier                                    |           |              |
| 1815            | 1816                        | Hercule Jousselin                               |           |              |
| 1816            | 1821                        | Pierre-François-Xavier le Gardeur de Repentigny |           |              |
| 1821            | 1823                        | Hercule Sellier                                 |           |              |
| 1823            | 1827                        | Charles Roy                                     |           | Propriétaire |
| 1827            | 1831                        | Urbain-Charles de Brabançois                    |           |              |
| 1831            | 1837                        | Hercule Sellier                                 |           |              |
| 1837            | 1840                        | Charles Roy                                     |           | Propriétaire |
| 1840            | 1852                        | Emmanuel de Marseul                             |           |              |
| 1852            | 1862                        | Étienne Meusnier                                |           | Notaire      |
| 1862            | 1865                        | Sylvain Cosnier                                 |           |              |
| 1865            | 1871                        | Louis-Isidore Vénier                            |           |              |
| 1871            | 1909                        | Anthyme Vénier                                  |           |              |
| 1909            | 1929                        | Auguste Babault                                 |           |              |
| 1929            | janvier 1942                | Léon Heurtault                                  |           |              |
| 26 janvier 1942 | 1942                        | Georges Giraud                                  |           | Médecin      |
| novembre 1942   | 1955                        | François Chaumier                               |           | Agriculteur  |
| 1955            | 1971                        | Paul Moreau                                     |           |              |
| 1971            | 1989                        | Georges Normand                                 |           |              |
| 1989            | 2001                        | Jean-Pierre Lafond                              |           |              |
| mars 2001       | En cours (au 1er août 2014) | Jacques Herbert                                 |           |              |

## Pour approfondir